# Українська сільська рада (Березанський район)
Украї́нська сільська́ ра́да  - колишня  адміністративно-територіальна одиниця та орган місцевого самоврядування в Березанському районі Миколаївської області. Адміністративний центр — село Українка.

## Загальні відомості
- Населення ради: 899 осіб (станом на 2001 рік)

## Населені пункти
Сільській раді підпорядковані населені пункти:
- с. Українка
- с. Бессарабка

## Склад ради
Рада складається з 12 депутатів та голови.
- Голова ради: Топал Марія Вікторівна

### Керівний склад попередніх скликань
| Прізвище, ім'я, по батькові   | Основні відомості                                                                     | Дата обрання | Дата звільнення |
| ----------------------------- | ------------------------------------------------------------------------------------- | ------------ | --------------- |
| Седько Надія Григорівна       | Сільський голова, 1960 року народження                                                | 26.03.2006   | 23.01.2009      |
| Горбатенко Микола Миколайович | Сільський голова, 1949 року народження, член Всеукраїнського об'єднання «Батьківщина» | 21.06.2009   | 21.06.2009      |
| Горбатенко Юрій Миколайович   | Сільський голова, 1977 року народження, освіта вища, безпартійний                     | 06.12.2009   | 31.10.2010      |
| Горбатенко Юрій Миколайович   | Сільський голова, 1977 року народження, освіта вища, безпартійний                     | 31.10.2010   | 24.09.2013      |
| Топал Марія Вікторівна        | Сільський голова, 1983 року народження, освіта вища, позапартійна                     | 25.05.2014   | 25.10.2015      |

Примітка: таблиця складена за даними сайту Верховної Ради України

### Депутати
За результатами місцевих виборів 2010 року депутатами ради стали:

#### За суб'єктами висування
| Суб'єкт висування | Кількість обраних депутатів | %  |
| ----------------- | --------------------------- | -- |
| Самовисування     | 9                           | 75 |
| Партія регіонів   | 3                           | 25 |

#### За округами
| № округу        | Прізвище, ім'я, по батькові   | Дата визнання обраним | Освіта             | Партійна приналежність      | Відомості про обраного депутата                           |
| --------------- | ----------------------------- | --------------------- | ------------------ | --------------------------- | --------------------------------------------------------- |
| Партія регіонів |                               |                       |                    |                             |                                                           |
| 3               | Колєсніков Петро Олексійович  | 02.11.2010            | середня            | член Партії регіонів        | ПП"Грейн-Юг", робітник                                    |
| 6               | Полохач Іван Олексійович      | 02.11.2010            | середня            | позапартійний               | Червоноукраїнська загальноосвітня школа, операторкотельні |
| 8               | Німчук Лілія Петрівна         | 02.11.2010            | середня            | позапартійна                | тимчасово не працює                                       |
| Самовисування   |                               |                       |                    |                             |                                                           |
| 1               | Жєлєзогло Михайло Петрович    | 02.11.2010            | середня спеціальна | позапартійний               | ДП"АгроКоблево", робітник                                 |
| 2               | Демчук Людмила Володимирівна  | 02.11.2010            | середня            | позапартійна                | домогосподарка                                            |
| 4               | Курліна Зоя Степанівна        | 02.11.2010            | вища               | позапартійна                | Червоноукраїнська загальноосвітня школа, вчитель          |
| 5               | Панфілова Віра Анатоліївна    | 02.11.2010            | середня            | позапартійна                | пенсіонер                                                 |
| 7               | Пшеничний Віталій Семенович   | 02.11.2010            | середня            | позапартійний               | КоблевськаППЧ, пожежник                                   |
| 9               | Сіятськова Наталія Олексіївна | 02.11.2010            | вища               | член Партії «Народна влада» | тимчасово не працює                                       |
| 10              | Топал Марія Вікторівна        | 02.11.2010            | вища               | позапартійна                | Червоноукраїнська загальноосвітня школа, вчитель          |
| 11              | Ходанович Надія Миколаївна    | 02.11.2010            | вища               | позапартійна                | пенсіонер                                                 |
| 12              | Чернікова Галина Іванівна     | 02.11.2010            | вища               | член Партії регіонів        | Сільська рада, секретар                                   |